# Ricardo Pavoni
Ricardo Elvio Pavoni Cúneo (født 8. juli 1943 i Montevideo, Uruguay) er en tidligere uruguayansk fodboldspiller, der som venstre back på Uruguays landshold deltog ved VM i 1974 i Vesttyskland. I alt nåede han at spille 13 kampe og score to mål for landsholdet.
Pavoni spillede på klubplan for Defensor Sporting i hjemlandet, samt Independiente i Argentina. Med Independiente var han med til at vinde tre argentinske mesterskaber og hele fem udgaver af Copa Libertadores.